# 朝鮮の歴史
朝鮮の歴史（ちょうせんのれきし）では、朝鮮および朝鮮半島における歴史を述べる。

## 概説
朝鮮半島における最初の人類の痕跡は平壌直轄市力浦区域の洞窟で発見された「力浦人」を始め、朝鮮半島北部・中部に多数存在する石灰岩の洞窟で発見されている。「力浦人」は原人に近い特徴を持つ旧人とされており、同じく平壌市周辺の洞窟から動物の化石と共に新人の化石が発見されている。
朝鮮半島の旧石器時代で最も古い遺跡の1つは、京畿道漣川郡の全谷里遺跡である。この遺跡から発見された石器が、典型的なアシュール文化のハンドアックス（手斧）の特徴を持っていることが世界的に注目を集め、その年代は12万5千年前-3万5000年前まで幅広い仮説が提出されている。
最終氷期には世界的に現在よりも海面水準が105-130メートルほど低下していたため東シナ海の大部分は陸地であったが、13,000年前頃にヴィルム氷期が終了し、気候が温暖化するとともに海面は上昇した。今から8000年前頃には日本海に対馬海流が本格的に流入しはじめ、朝鮮半島の気候は現在に近いものとなった。
この頃に朝鮮半島で初めて土器が登場する。最古の土器の1つは済州島の高山里遺跡で発見された平底鉢と土器片であり、出土層の上層から鬼界アカホヤ火山灰（6300年前の鬼界カルデラの噴火火山灰）が発見されていることから、その年代はおおよそ6300年前以前と見られる。朝鮮半島における新石器時代は未だ明確な姿が描かれておらず、旧石器時代から新石器時代への移行について詳細な説明は与えられていない。『朝鮮史研究入門』においては土器および打製石鏃の出現をもって画期とし、青銅器時代の土器である無文土器の出現までの時間的範囲を便宜上新石器時代として設定している。新石器時代の土器は幾何学模様が線で描かれ、北ヨーロッパからシベリア、北アメリカにかけて分布する類型の土器と同系統と考えられる。ドイツ語でこの種の土器を「Kamm Keramik」とよばれると呼ぶことから、1930年代にその和訳である「櫛目文土器」と呼ばれるようになった。ただし現在でも多様な名称が用いられ、また粘土紐や押印文による装飾が行われたものも存在する。
紀元前1000年頃から無文土器が出現し、これによって櫛目文土器時代と区別されている。この時代は同時に青銅器の使用、磨製石器の登場、稲作の開始によって特徴づけられ、無文土器時代と呼ばれている。無文土器は紀元前300年頃を境にして大きく前期と後期に分けられている。無文土器時代には中国東北部（満洲）の青銅器文化が朝鮮半島に流入し、大きな文化的痕跡を残した。朝鮮半島の青銅器文化は銅剣の種類によって時期区分が行われており、その区分と無文土器による前期・後期の区分はほぼ対応する。前期のものは遼寧式銅剣と呼ばれ、中国の遼寧省を中心に分布する「遼寧青銅器文化を代表する遺物である」（早乙女）。後期のものは「韓国式銅剣」とも呼ばれ、遼寧式銅剣から派生した。遼寧式銅剣が朝鮮半島に伝わった上限年代は紀元前8世紀頃、下限は紀元前7/6世紀頃であり、一部の刀剣類は西周時代（紀元前10-9世紀頃）に遡る。無文土器時代前期末頃には朝鮮半島で青銅器の鋳造生産が始まったことが出土した鋳型によってわかっている。朝鮮半島では既にアワやヒエの栽培が陸路で伝わり始まっていたが、コメの生産はこの時代に海路で中国から伝わり始まったと見られる。無文土器時代のもう一つの大きな特徴として、支石墓が多数建造されるようになることがある。これもまた青銅器文化とともに中国東北地方から流入したものであり、朝鮮半島では2000以上の遺跡が見つかっている。全羅南道が分布の中心であり、全体の約半数が集中している。
朝鮮半島南部では日本列島と密接な人的交流があったものと見られ、勒島から弥生時代中期（紀元前100年）と推定される73基に及ぶ墓が見つかり、甕棺墓や北部九州の弥生土器の出土、骨格の特徴や抜歯風習などから西北九州と密接な関係を示唆している。
朝鮮半島において文献に登場する最初の国家は伝説的な箕子朝鮮であり、その後衛氏朝鮮が成立したと伝わる。衛氏朝鮮は前195年頃に燕人の衛満が箕子朝鮮の王・準王を追い出して建国したという。衛氏朝鮮は三代衛右渠の時、漢の武帝に滅ぼされ、領地は楽浪郡・真番郡・臨屯郡・玄菟郡の漢四郡として400年間支配されたが、移転や廃止により最後は楽浪郡のみが残った。
4世紀中頃に、鴨緑江付近で興った高句麗が南下して楽浪郡北部を征服、百済も楽浪郡や帯方郡の一部を征服するが、4世紀末までには高句麗が朝鮮半島北部を制圧し、南西部には百済、南東部には新羅が割拠した。
高句麗は4世紀の広開土王の代に、南北に領土を拡大し最盛期を迎える。その領土は満洲南部から朝鮮半島北部にわたった。なお、高句麗史をどのような枠組みで捉えるかについては議論がある（高句麗#歴史論争：高句麗の歴史帰属をめぐる問題）。
百済は漢城（漢山城、現：ソウル松坡区）を都としていたが、475年、高句麗の攻撃により落城し、熊津に遷都した。また、高句麗とその属国である新羅に対抗するため、倭国に人質を出して和通し、儒教や仏教を倭国へ伝えた。南端部には諸小国の雑居する伽耶（加羅、任那）があり、その勢力争いには倭国も影響を及ぼした（旧説では「支配下」にあったとする）。釜山市近郊の金海礼安里古墳群は4世紀から7世紀に築かれた伽耶人の庶民層の集団墓地であるが、北部九州や山口地方の弥生人や古墳人に近いという結果が得られた。
伽耶では特定の国（金官伽耶・高霊伽耶など）が主導する形になったと言われているが、全域を統合する勢力は構築されなかった。後に伽耶諸国は西側が百済に併合され東部も新羅により滅ぼされた。
朝鮮半島には中国大陸からの移住者が数多くあったことが古い史書に記録されており、「陳勝などの蜂起、天下の叛秦、燕・斉・趙の民が数万口で、朝鮮に逃避した。（魏志東夷伝）」「辰韓は馬韓の東において、その耆老の伝世では、古くの亡人が秦を避けるとき、馬韓がその東界の地を彼らに割いたと自言していた。（同前）」などと、秦や六国からの居住者が建国したように、中国人や北方異民族の移住があり、新羅自身も『三国史記』等に記載された伝説的な4代目の王（脱解王）が倭国の北東 の伝説的な国に系譜をもつとされる王であるなど、周辺諸地域との密接な関わりがあった。
7世紀に新羅は中国大陸の唐と軍事同盟を結び、百済・高句麗を相次いで滅ぼして統一新羅国家として朝鮮半島の大部分を統一した。しかし、唐は旧高句麗の地に安東都護府を設置するなど、朝鮮半島を統治下に置こうとする。そこで、高句麗復興支援を掲げた文武王の下、新羅軍の支援を受けた高句麗軍が唐軍を攻撃して、唐・新羅戦争が開戦する。この戦いにおいて新羅軍は唐に圧勝し、唐を朝鮮半島から撤退させるも、高句麗遺民はツングース系とも言われる靺鞨とともに、大祚栄が建国した渤海国に合流していった。
唐を朝鮮半島から撤退させた時、唐の高宗に一時冊封を取り消された文武王は、謝罪使を派遣し、冊封は復活となった。
10世紀に新羅は地方勢力が自立して後高句麗・後百済を立てて後三国時代を迎えるが、やがて新しく興って後高句麗を滅ぼした高麗が勢力を持ち、新羅を滅ぼして統一を成し遂げ、鴨緑江南岸と豆満江付近まで勢力を広げた。
高麗は13世紀にモンゴル帝国（元）の侵攻を受け支配下に入った。元の衰亡とともに失った独立と北方領土を回復したが、14世紀に元が北へ逃げると親明を掲げる女真族ともいわれる李成桂が建国した李氏朝鮮（朝鮮王朝）が朝鮮半島を制圧し明に朝貢した。李氏朝鮮の全盛期には、女真族に対する侵略がたびたび行われた。遂には当時半島北部に勢力を持っていた建州女真の大酋李満住が戦死し、建州女真は李朝の支配下に入った。
朝鮮は15世紀4代国王、世宗の時、黄金期を迎える。世宗は訓民正音（ハングル:朝鮮語の文字）の制定、史書の編纂、儒学の振興などのほか、農業の奨励、対外的には倭館の設置、女真との戦争などで領土を拡張した。科学の振興も図られた。蔣英実などを重用し、天文観測機構の設置や、機器（渾天儀、簡儀）の製作、時間を表す仰釜日晷、自撃漏などを製作するなど、画期的な成果を挙げ、朝鮮の基礎を固めた。
16世紀に豊臣秀吉の侵攻を受け一時国土の大半を征服されるが、明の救援と李舜臣の活躍と秀吉の死去により国土を回復した。17世紀には女真族が建てた清の侵攻を受け、衆寡敵せず大清皇帝功徳碑を築くなどの屈辱的な条件で降伏して冊封体制・羈縻支配下に入った。
1776年に22代国王の正祖が即位する。正祖は即位初期には洪国栄などを重用し、当時、弱まり続けていた王権を掌握していく。当時の政権は老論という一派が大きな権力を持っていて王権を上回るほどの実勢を握っていた。正祖は王権を強化するため、政治の改革に着手し、蕩平策を標榜する。蕩平策は基本的に政治の人事がどこの政派にも偏らず、能力ある人物を登用することで、その裏には当時与党で、王権よりも強い政権をもっていた老論をけん制する狙いがあった。蕩平策を通して、疎外されていた政派の者や中人、庶子とその子孫さえ抜擢し登用した。蕩平策は老論をけん制する傍ら、政治的なバランスも崩れておらず、正祖の治世を一貫する政策だった。正祖の時期に、水原華城（世界遺産）の設計や建築に関わった丁若鏞や朴斉家、洪大容、柳得恭などが活躍した。正祖は農業の整備や商業の振興、北学派や実学派を重用し、いわゆる朝鮮の復興期を導いたが、1800年、正祖の死去と共に、改革の成果は消えていった。
19世紀半ばから欧米列強が来訪、開国を要求、そして日本、清、ロシアが朝鮮半島の権益をめぐって対立、日清戦争後に結ばれた下関条約締結によって長きにわたる冊封体制から離脱し、1897年に大韓帝国（朝鮮から国号を変更）として独立するも、伊藤博文を安重根が暗殺し、1910年に全土が日本に併合された。第二次世界大戦での日本の敗戦に伴い、連合国軍によって朝鮮半島のほぼ中央を走る北緯38度線を境に南北に分割統治され、その後に各々独立、南に韓国、これに反抗する済州島は済州島四・三事件で鎮圧がなされ、北には北朝鮮が建国された。1950年に北側から赤化統一を目指して朝鮮戦争が起こるが、統一はならず現在も南北に2つの国家が並立しており、南北統一を如何に果たすかが両国間の課題となっている。
なお、李氏朝鮮末期から日本統治期、米ソ占領期、朝鮮戦争とその後の混乱期にかけて、様々な理由で清（中国）、ロシア（後にソ連）、日本など朝鮮半島外に相当数の人々が移住していき、在外韓国朝鮮社会が形成されていった。

## 先史時代・古朝鮮時代

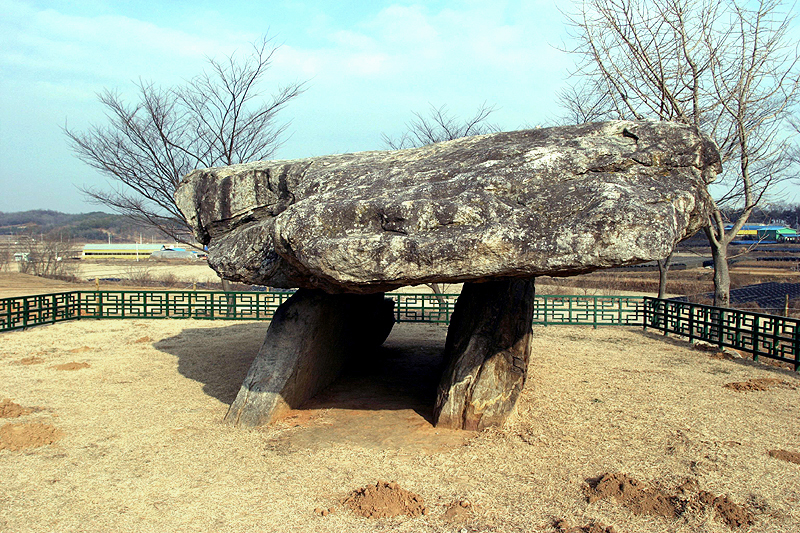
高敞、和順、江華の支石墓群

### 先史時代
考古学的な実証ある事項はここに記す。また、考古学的知見は新事実の発見や分析の発展で変遷することがある。
- 旧石器時代
  - 公州石壮里遺跡
- 新石器時代（櫛目文土器時代/侯目文土器） BC4000年（もしくは5000年） - BC1000年
  - 早期 BC5000-4000
  - 前期 BC4000-3000
  - 中期 BC3000-2000
  - 晩期 BC2000-1000
    - BC1500年ごろ、中国より農耕伝わる。
- 無文土器時代（BC1000年頃 - BC100年）
  - 前期 BC1000-700
  - 中期 BC700-300
    - BC700年ごろ、青銅器伝わる。

  - 後期 BC300-100（初期鉄器時代）
    - BC300年ごろ、鉄器伝わる。

### 古朝鮮時代

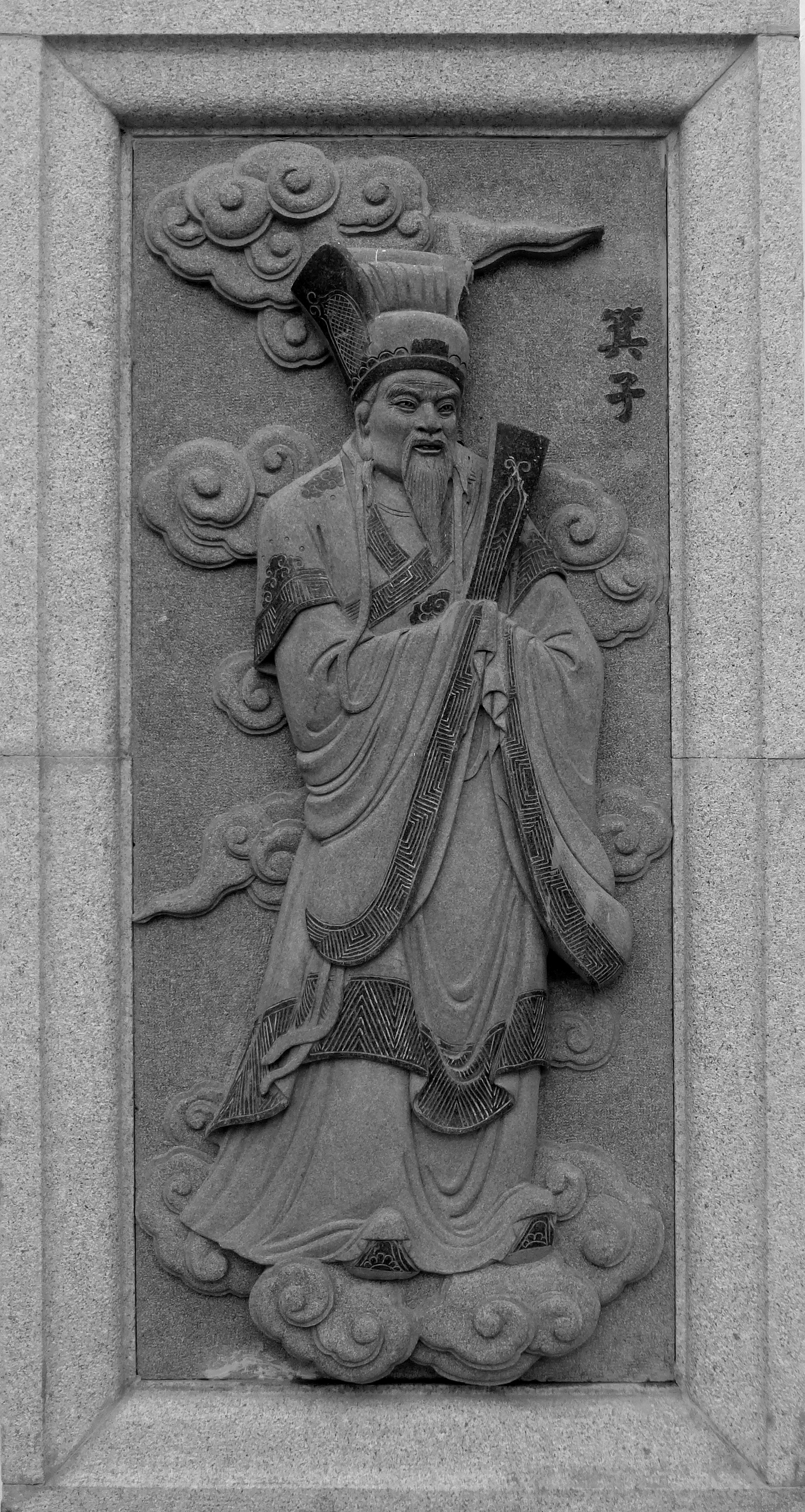
箕子

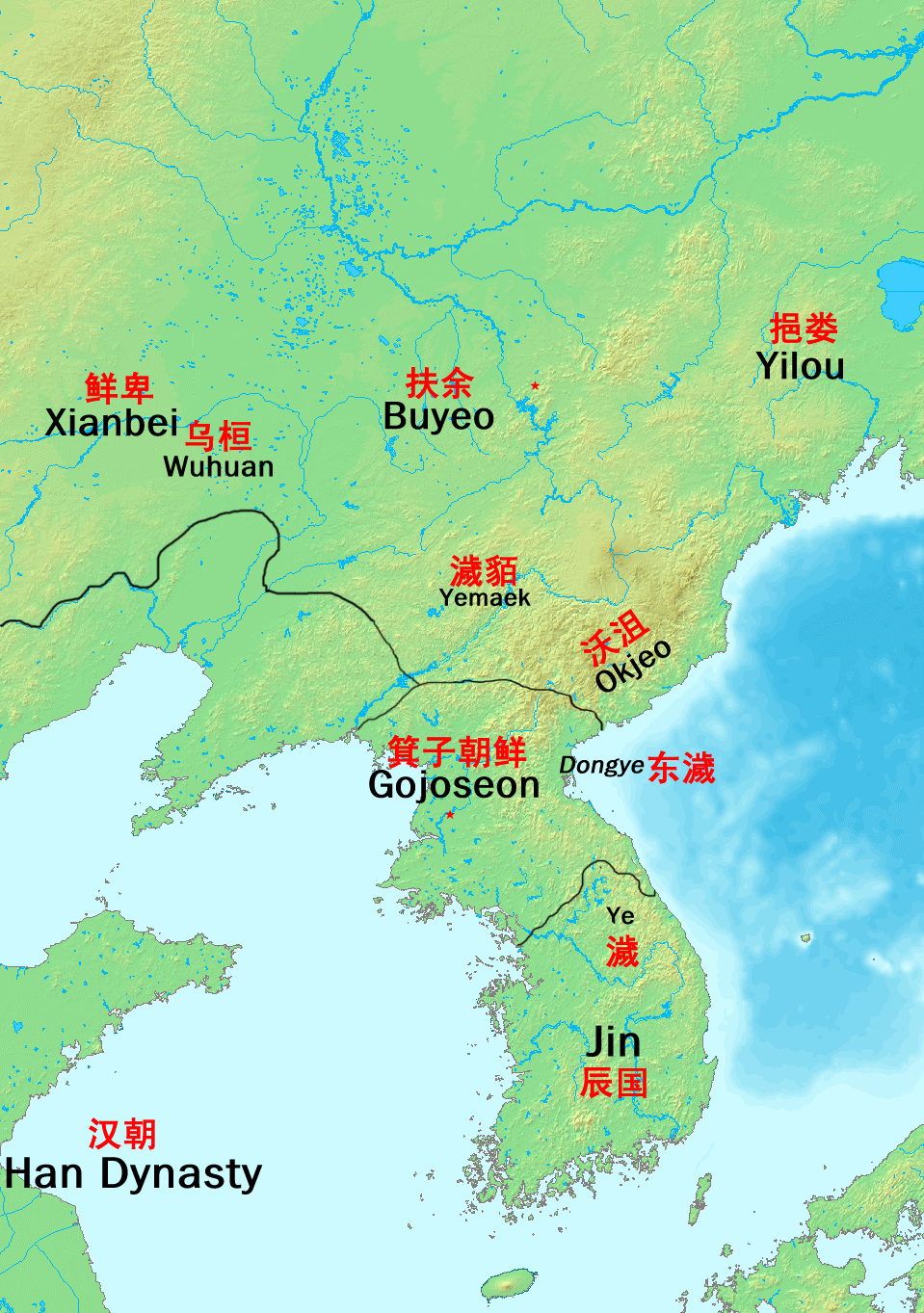
紀元前数世紀ころの朝鮮半島

考古学的考証のない事項はここに記す。
檀君朝鮮（檀君神話）
檀君は神話上の人物。『三国遺事』に、『魏書』からの引用（ただし、現存する『魏書』にはそのような記述は存在しない）として、中国の堯帝時代に白頭山に降臨した天神の子・桓雄と熊女の間に生まれた檀君が平壌城で建国したと記されている。大韓民国（韓国）では檀君即位の年をB.C.2333年とし、それから年を数える「檀君紀元」（檀紀）という紀元も存在する。近年朝鮮民主主義人民共和国（北朝鮮）では、コンクリート製の檀君陵を復元しているが、その考古学的根拠は全くない。
箕子朝鮮（きしちょうせん - 紀元前194年）中国の殷を出自 とする中国人の箕子が建国したとされる朝鮮の伝説的な古代国家。韓氏朝鮮・奇氏朝鮮とも呼ぶ。首都は王倹城（現在の平壌）。『三国志』魏志書、『魏略』逸文などに具体的な記述がある。現在の韓国では後世の創作として否定しているが、中国では実在したと考えられている。『三国志』『魏略』および『後漢書』には、前漢建国当時の朝鮮は箕子の子孫が代々朝鮮侯として治めていたが、後に朝鮮王を僭称するようになったこと、箕準の代に至り亡命者衛満の手により王権を奪われたこと、箕準は残兵を率いて南方の馬韓の地を攻略し、そこで韓王となったという。
辰国

## 古代の朝鮮半島

### 衛氏朝鮮・漢四郡・原三国時代

紀元前1世紀頃の東正アジア諸国と漢四郡

朝鮮半島では、中国から朝鮮半島を経由して日本列島にいたる交易路ぞいに、華僑商人の寄港地が都市へと成長していく現象がみられた。戦国時代、燕は「朝鮮」（朝鮮半島北部）、真番（朝鮮半島南部）を「略属」させ、要地に砦を築いて官吏を駐在させ、中国商人の権益を保護していた。秦代は遼東郡の保護下にあった。秦末漢初の混乱の中、復活した燕国は官吏と駐屯軍を中部・南部（清川江以南）から撤退させた。紀元前197年、漢朝は燕国を大幅に縮小して遼東郡を直轄化したが、その際、燕人の衛満が清川江を南にこえ、仲間ともに中国人・元住民の連合政権を樹立した。漢の遼東大守は皇帝の裁可をえてこの政権を承認し、衛氏朝鮮が成立した。
- 衛氏朝鮮（えいしちょうせん 紀元前195年？ - 紀元前108年）

考古学的に証明できる朝鮮の最初の国家。建国者から名乗って衛満朝鮮とも。中国の燕を出自 とする中国人亡命者である衛満が朝鮮半島北部に建国した。衛氏朝鮮は三代衛右渠の時の紀元前108年に漢の武帝に滅ぼされた。その故地には楽浪郡、真番郡、臨屯郡、玄菟郡の漢四郡が置かれ、中国王朝はおよそ400年もの間、朝鮮半島中・西北部を統治した。
- 原三国時代（BC108 - ２世紀中葉）
- 高句麗（吉林省・両江道・慈江道）
- 遼東郡東部都尉（平安北道）
- 楽浪郡（平安南道・黄海北道）
- 帯方郡（黄海南道。ただし、京畿道まで含むとする説もある。）
- 北沃沮（咸鏡北道）
- 東沃沮（咸鏡南道）
- 濊（ワイ）（江原特別自治道）
- 馬韓（京畿道・忠清北道・忠清南道・全羅北道・全羅南道。ただし、京畿道・忠清北道・忠清南道を含まないとする説もある。）
- 辰韓（慶尚北道・慶尚南道）
  - 秦からの移民とする説もある。古くは辰韓＝秦韓と呼ばれ、秦の始皇帝の労役から逃亡してきた秦人の国という[注釈 5]

- 弁韓（全羅南道・慶尚南道。ただし、全羅南道を含まないとする説もある。）
- 州胡（済州特別自治道）

### 三国時代
- 433年 羅済同盟
- 612年 隋の高句麗遠征
- 642年 麗済同盟
- 644年 唐の高句麗出兵
- 660年 唐が百済を滅ぼす
- 668年 唐が高句麗を滅ぼす
- 670年 唐・新羅戦争

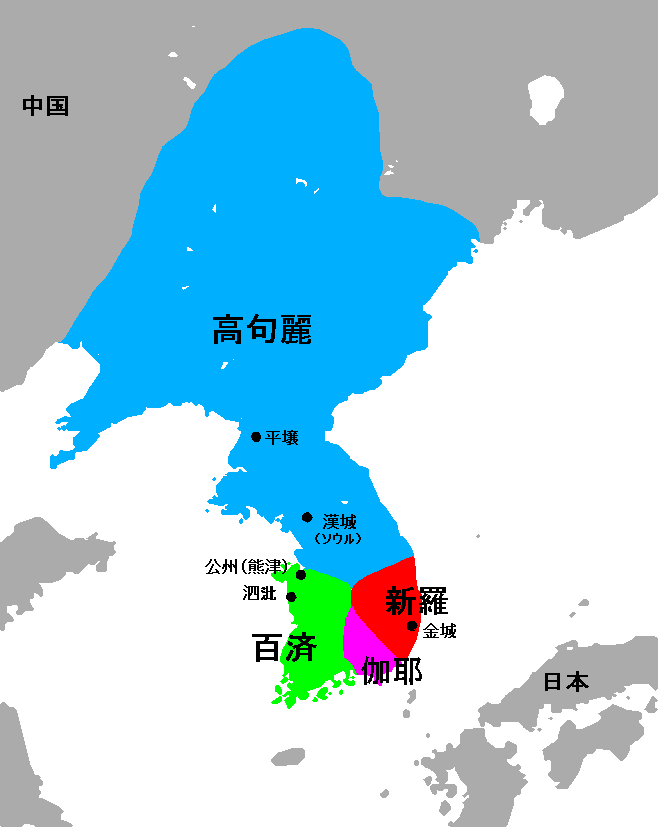
三国時代の朝鮮半島

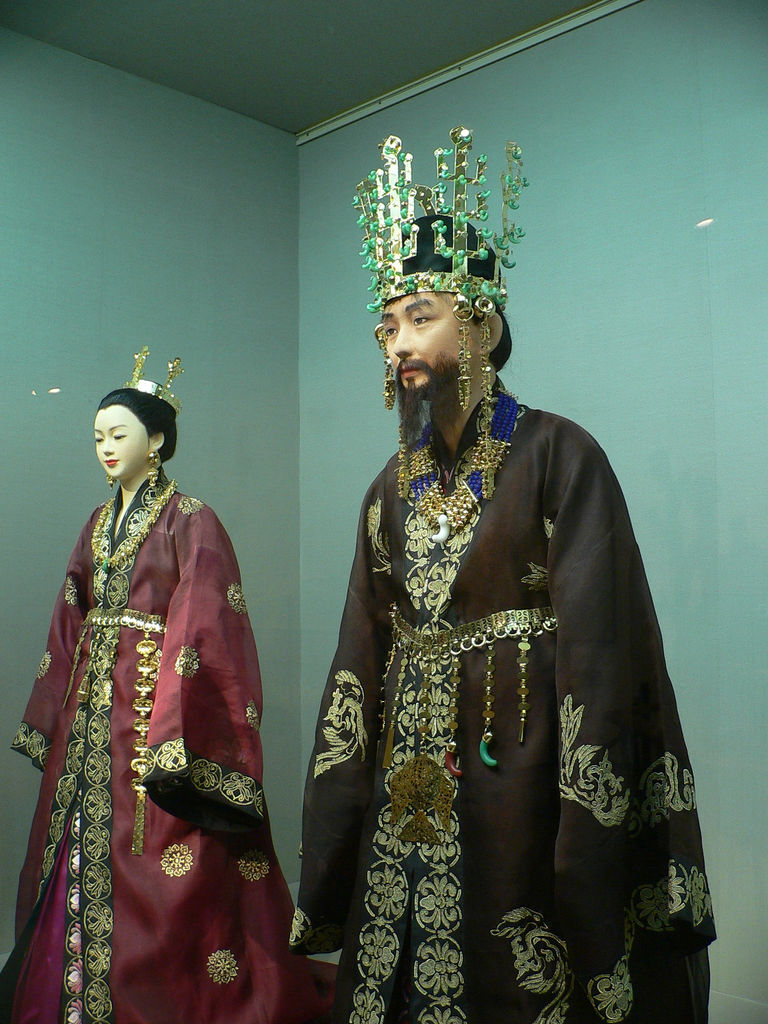
新羅の冠

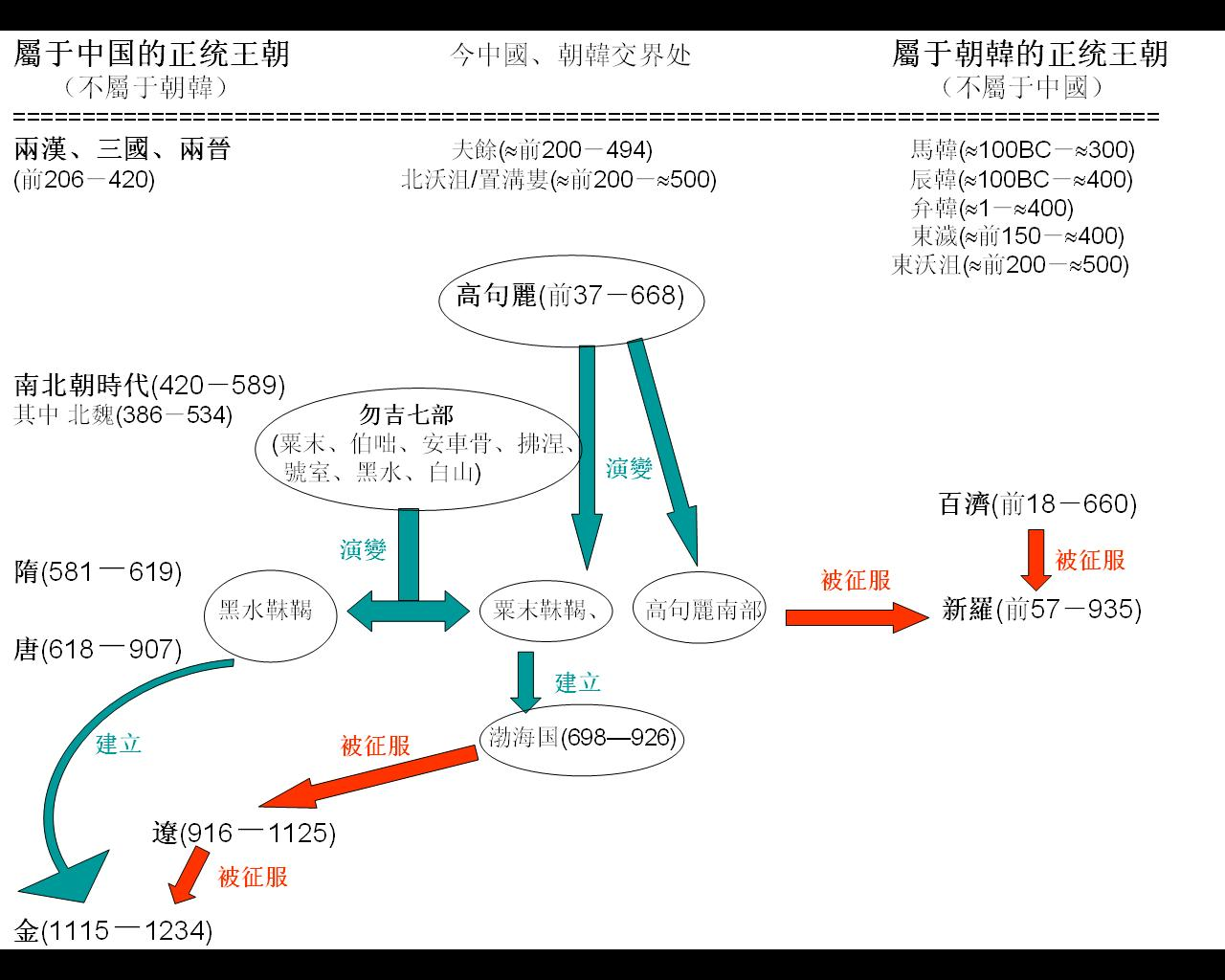
高句麗の系統は消滅したが、遺領は新羅（後の朝鮮民族の母体）と渤海（後の満洲民族の母体）に分割されている。

高句麗・百済・新羅の三国が並立。唐は660年に百済を滅ぼし、668年には高句麗を滅ぼした。唐は高句麗の故地に安東都護府を設置、百済の故地に熊津都督府を設置する。さらに、新羅を鶏林州都督府とした。しかしその後、新羅が唐の残留部隊を襲撃して唐の領土を掠めると、唐の支配地は遼東半島にまで後退せざるを得なくなり、朝鮮半島では統一新羅が誕生する。新羅がその後属国の立場を取ると、改めて唐から冊封を許された。
- 伽耶諸国（ - 562年）

伽耶諸国は、1世紀から6世紀中頃にかけて朝鮮半島の中南部において、洛東江流域を中心として散在していた小国連盟を指す。伽耶諸国はその時々の状態から「六伽耶」「浦上八国」「任那十国」などという名でも記され、その領域の所有を巡って百済と新羅とが争ったが、最終的には6世紀中頃に新羅に吸収された。伽耶諸国の呼称については、新羅においては伽耶・加耶という表記が用いられ、中国・百済・日本（倭）においては加羅あるいは任那と表記されることが多く、広開土王碑文には「任那加羅」という並列表記も見られる。日本の学界ではかつては任那という呼称が支配的であったが、1980年代後半からは「伽耶諸国」と呼ばれることが一般的となっている。伽耶諸国の地域（半島南部）は史書 や碑文 の記録から日本（ヤマト王権）の強い影響力があったことは有力視されているが、その影響力の範囲を巡って多くの説が存在する。宋書倭国伝では478年、倭王武が宋の順帝に上表文を奏上し「使持節都督倭・新羅・任那・加羅・秦韓・慕韓六国諸軍事・安東大将軍・倭王」に任命されたと記されており、倭が六国の諸軍事に少なくとも影響力を行使している状況を認めている。詳細は伽耶・任那を参照。
- 耽羅（済州島）（ - 938年）

耽羅は498年に百済に服属し、百済が滅びた後は新羅に服属した。938年に高麗に服属した。1105年に「耽羅郡」で、1108年「済州郡」に改称、ここで「耽羅国」としての歴史は途切れた。
- 于山国（鬱陵島）（ - 512年）

于山国は6世紀初めに新羅に服属した。
- 鶏林州都督府

唐朝が新羅を領土化するために設置した地方機関。都督府制度は唐が周辺の国々を征伐した後、征服した国に都督府を設置する統治制度。
- 安東都護府

唐朝が設置し現在の朝鮮半島北部から中国東北部に相当する高句麗旧域の経営を目的に設置された地方機関。
- 熊津都督府

唐朝が設置し、現在の忠清南道に相当する百済旧域の経営を目的に設置された地方機関。
5世紀後半から6世紀半ばに、日本のものと同じ前方後円墳が築造されており、日本の影響力が朝鮮半島に及んでいた重要な証拠とされている。全羅南道では、日本にしかない原石からつくられた勾玉をつけた装飾品が出土している。また、新羅の金冠にも硬玉製勾玉が付けられており、新羅が当時、日本の後ろ盾により権威を得ていたことを示している。

### 統一新羅時代、或いは南北国時代
新羅による三国統一後、ほぼ同時期に渤海が旧高句麗の支配地域に建国され、両者は渤海が滅亡するまで並立していた。ただし、渤海を朝鮮の歴史の一部とみなすべきか否かについては賛否両論があり、渤海を朝鮮史の一部とする1975年以降の韓国では統一新羅・渤海並立時代を「南北国時代」と称しているが、渤海を朝鮮史へ組み込むことに否定的な日本・中国などでは「統一新羅時代（中国語版記事）」と称される。
- 新羅 （676年-935年）
- 渤海（698年-926年）

### 後三国時代
新羅・後高句麗・後百済の三国が並立。最終的に後高句麗を継承した高麗によって統一された（936年）。
- 新羅
- 後高句麗（901年-918年）
- 後百済 （892年-936年）

## 中世の朝鮮半島

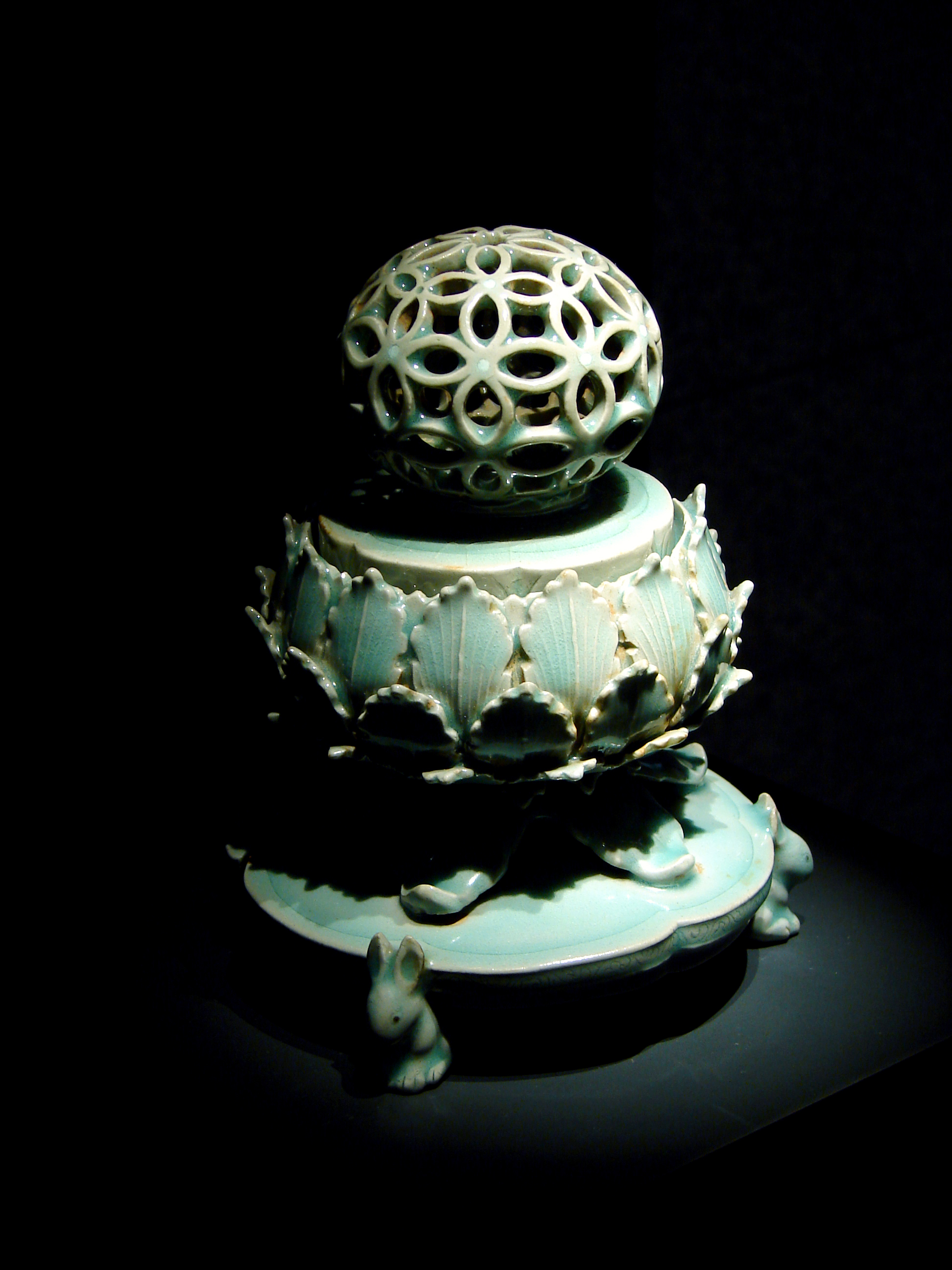
高麗青磁（香炉）

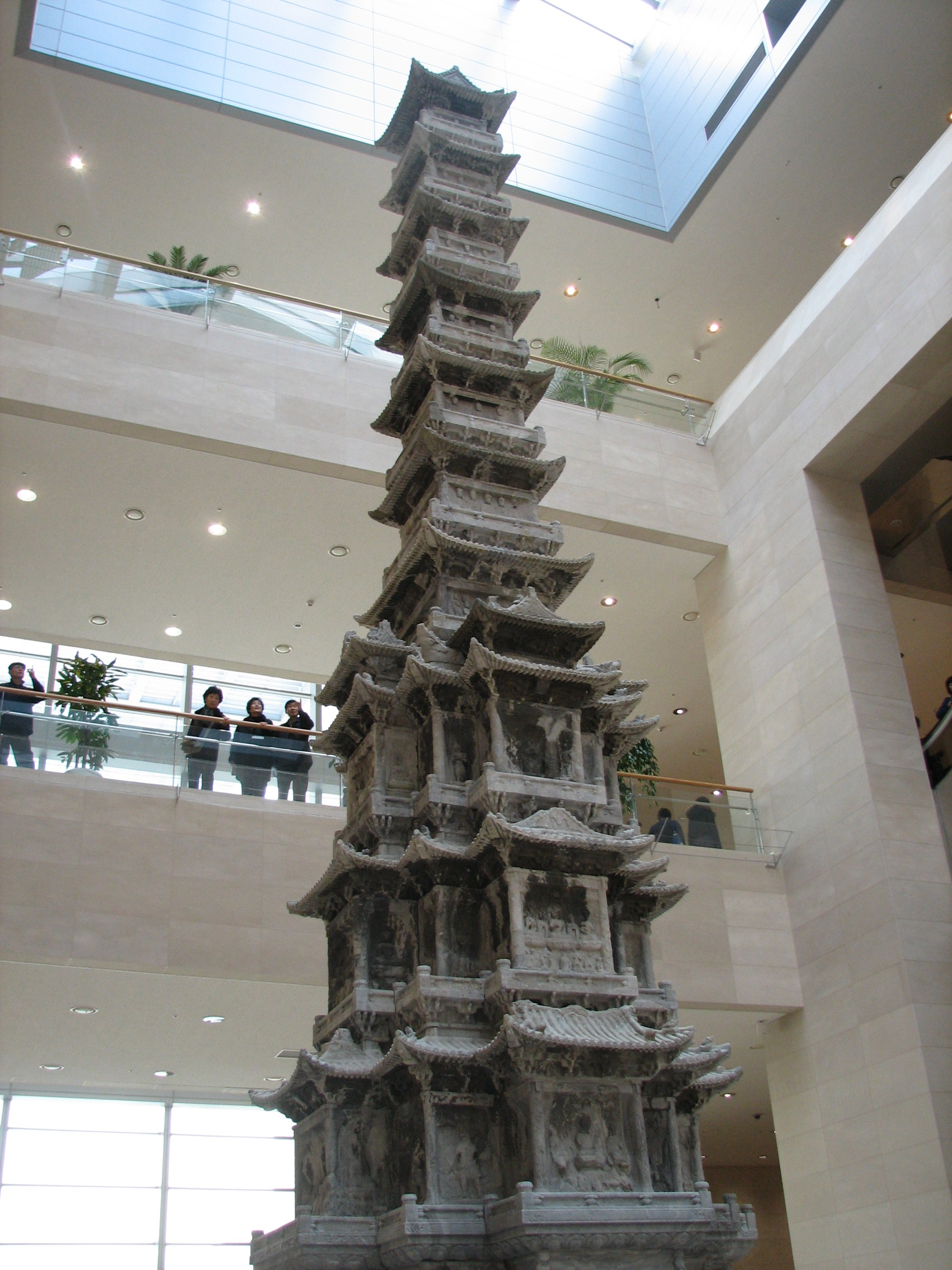
敬天寺十層石塔

### 高麗
- - 918年 王建が高麗を建国。
  - 933年 後唐の冊封を受ける。
  - 935年 新羅の敬順王、高麗に国を譲渡し、滅亡。
  - 936年 後百済を滅ぼし朝鮮半島統一。
  - 976年 田柴科制の創設。
  - 1010年 契丹の侵入を撃退。
  - 1018年 契丹の再侵入。姜邯賛の活躍により契丹軍を殲滅（亀州大捷）。
  - 1033年 千里長城の建設開始。
  - 1126年 李資謙の乱（ko:이자겸）。金に服属。
  - 1135年 妙清の乱（ko:묘청）。
  - 1170年 庚寅の乱。以後武人政権が続く。
  - 1196年 崔忠献によるクーデター。崔氏政権の始まり。
  - 1232年 モンゴル帝国の侵略始まる（→モンゴルの高麗侵攻）。
  - 1259年 高麗の太子（のちの元宗王）がクビライに降り、モンゴル帝国（元）の属国化。
  - 1260年 忠烈王は、カアンに即位したクビライの娘婿となる。これ以来、代々の高麗王の世子（世継ぎの太子）はモンゴル貴族や時には皇族の婿となって元朝の宮廷で暮らし、父の死後、高麗王に任命されるのが習慣となる。4代の高麗王は元皇族の娘婿となる。
  - 1270年-1273年 武人派の軍隊三別抄のモンゴルに対する反乱。日本に対し軍事的援助を要請。
  - 1274年・1281年 忠烈王の要請に応えた元の協力を得ての2度の日本侵攻（元寇文永の役、弘安の役）への侵略出兵により、逆に甚大な被害を受ける[31][32]。
  - 1289年 元の征東行省が常設され、元朝の領土化。
  - 1294年 元の直轄領となっていた済州島が返還される。
  - 1350年 この頃より倭寇に悩まされるようになる（「前期倭寇」〜15世紀前半）。
  - 1351年 恭愍王即位（〜1374年）。
  - 1354年 恭愍王による反元運動が始まる。
  - 1356年 元軍が高麗から撤退（双城総管府を回復）。
  - 1365年 辛旽による改革政治（〜71）。
  - 1374年 恭愍王が暗殺される。禑王が即位（〜88）。
  - 1388年 親明派の武将李成桂がクーデターを起こし実権者になる（威化島回軍）。
  - 1391年 科田法の制定。
  - 1392年 鄭夢周が暗殺される。
- 征東等処行中書省（征東行省）
元が高麗を服属させた後に設置、当初は政治と軍事を統括する臨時の機関で、行中書省の一つ。日本攻略の前線機構とされたことから日本行省または征日本行省とも称される。後に常設され、朝鮮半島全土に及ぶ行政・政治・軍事の執行機関となった。
- 東寧府
1270年に元が朝鮮半島北西部を支配するため設置した統治機構。慈悲嶺以北を管轄し、高麗支配の拠点とされた。1290年に高麗に返還。
- 双城総管府
1258年に元が咸鏡南道和州（現在の金野郡近く）に設置した統治機構。1356年に奪還。

## 近世の朝鮮半島

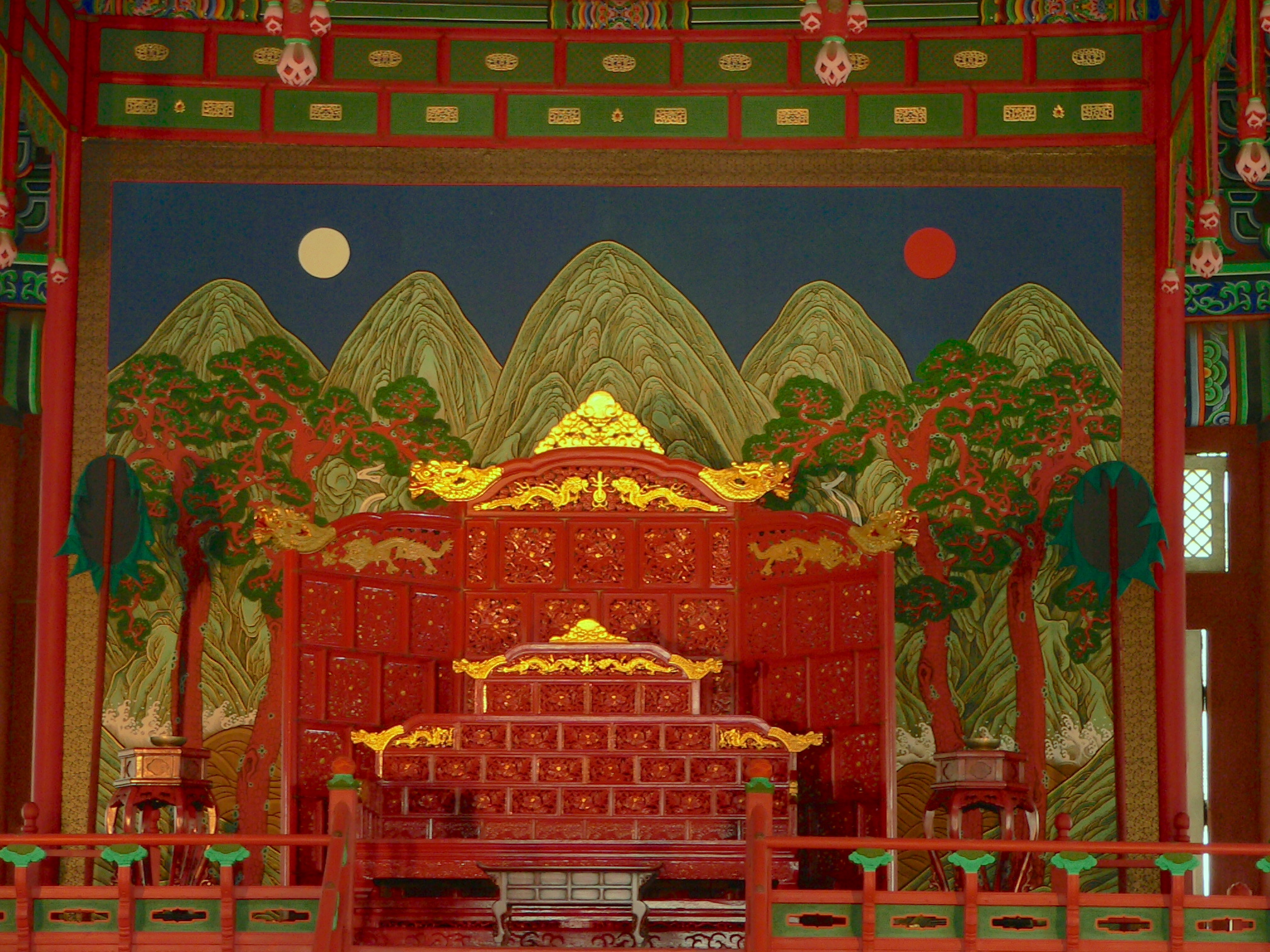
景福宮の玉座と日月五峰図

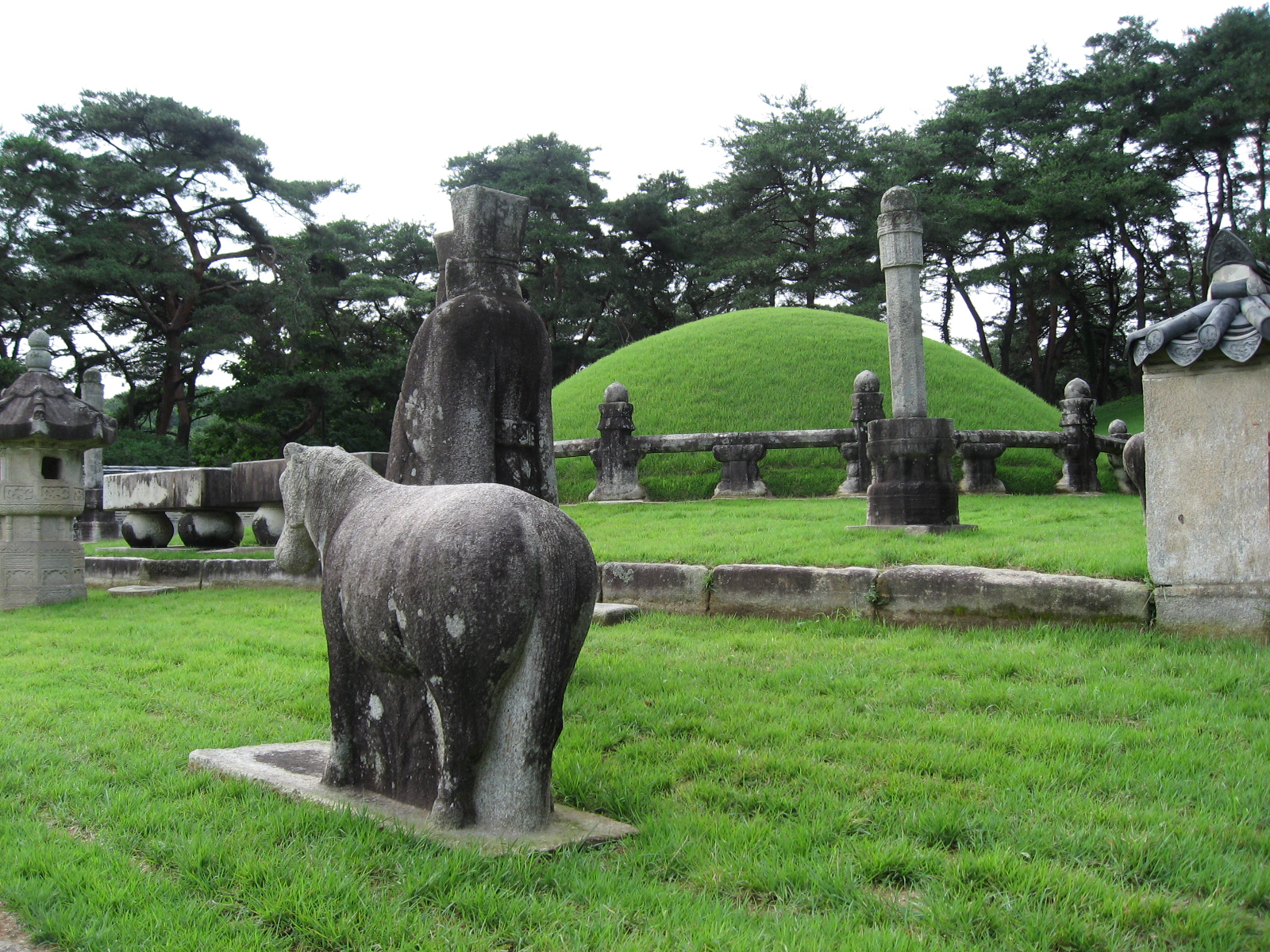
世宗の王陵

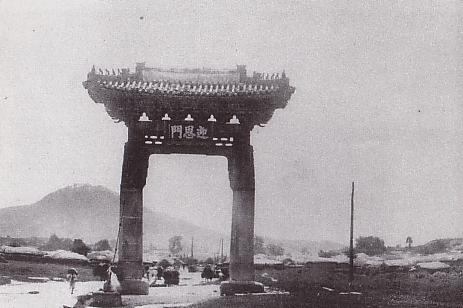
大清帝国の使者を迎えるための迎恩門

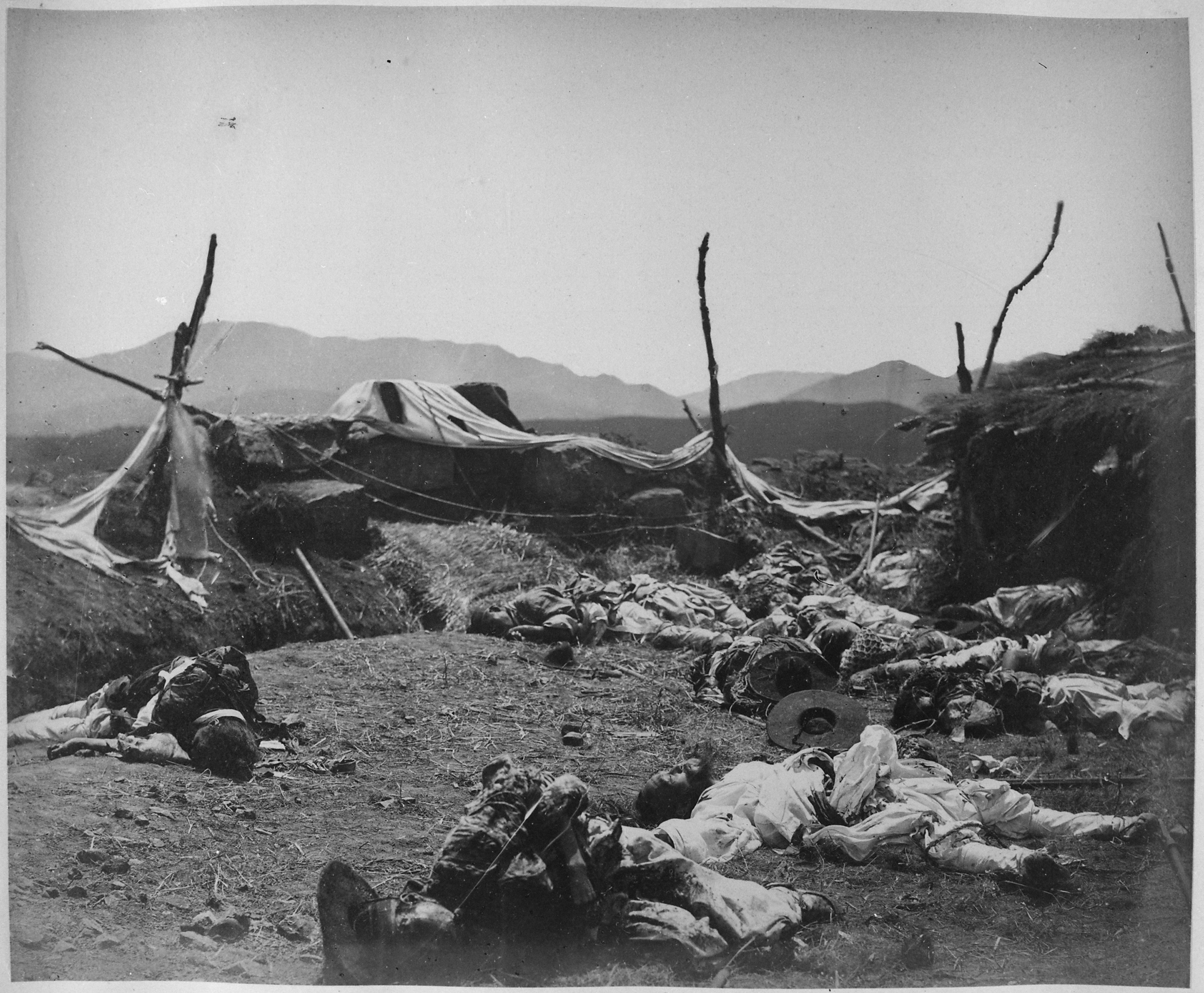
アメリカ軍による朝鮮征伐辛未洋擾により破壊された朝鮮の要塞

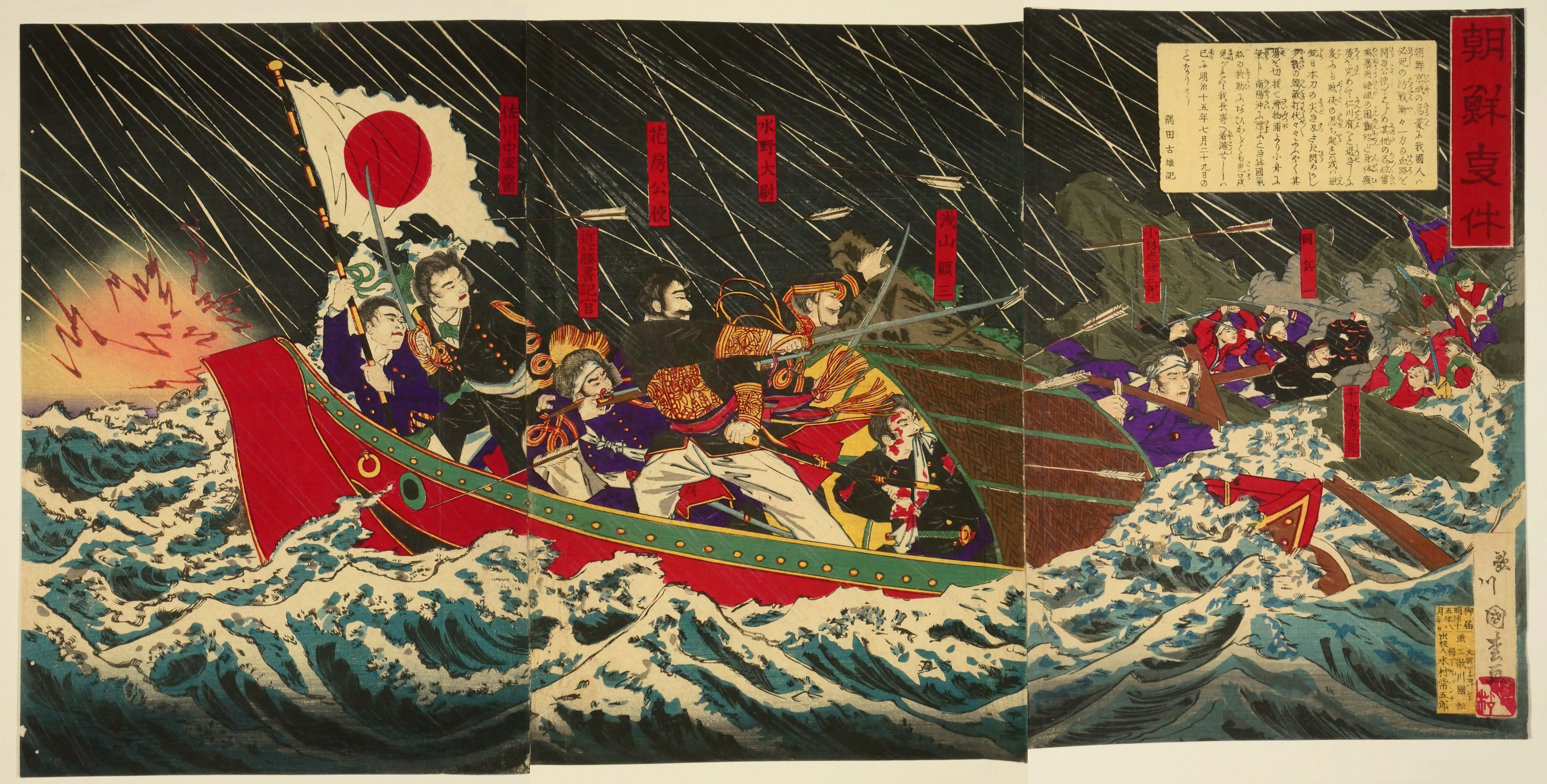
壬午事変における軍事クーデターにより王宮とともに日本公使館が襲撃焼き討ちに遭い、小舟で脱出した日本領事等、イギリス船に救助される。（1882年）

### 李氏朝鮮
- - 1392年 李成桂（女真族ともいわれる）が高麗の恭譲王から王位を簒奪し、高麗王に即位。明より権知高麗国事として認められる。
  - 1393年 李成桂が権知朝鮮国事に冊され、国号が朝鮮となる。明の皇帝から、新たな国号を「朝鮮」と「和寧」の2案から選んでもらうという形式的手順を踏んだ。
  - 1398年 第一次王子の乱
  - 1400年 第二次王子の乱
  - 1404年 室町幕府と国交回復、日朝貿易盛んとなる。
  - 1418年 太宗が譲位して、世宗が即位（〜1450）。
  - 1419年 倭寇征伐を理由として対馬に遠征する（応永の外寇）。
  - 1420年 集賢殿設置。
  - 1432年 四郡六鎮設置。
  - 1443年 訓民正音の制定（1446年公布）。
  - 1453年 癸酉靖難。首陽大君（のちの第7代国王・世祖）による政権奪取。
  - 1456年 丙子冤獄（死六臣が処刑される）。
  - 1466年 職田法の制定。
  - 1467年 李施愛の乱
  - 1468年 世祖が崩御し睿宗即位（1469年に崩御）。南怡の謀叛事件が起こる。
  - 1474年 成宗の治世に『経国大典』頒布（1485年に施行）。
  - 1498年 士林派に対する弾圧が始まる（戊午士禍）。
  - 1504年 甲子士禍が起こる。
  - 1506年 燕山君がクーデターにより失脚し、中宗が即位（中宗反正）。
  - 1510年 在朝日本人の貿易活動等を統制したため、3港で日本人と援軍の宗軍による暴動が起こる（三浦の乱）。
  - 1519年 己卯士禍が起こる（趙光祖の改革政治が挫折）。
  - 1545年 仁宗崩御（在位1544年-1545年）。明宗即位。乙巳士禍が起こる。
  - 1555年 己卯倭変（全羅道）。謀備辺司設置。
  - 1559年-1562年 林巨正の乱（ko:임꺽정）。
  - 1565年 文定王后死去。尹元衡、鄭蘭貞が自決。
  - 1567年 宣祖即位。勲旧派の終焉。以後、士林派同士の対立が続く。
  - 1575年 東人・西人の党争の始まり（乙亥党論）。陶山書院建立。
  - 1589年 鄭汝立の乱（ko:정여립）。
  - 1592年-1598年 文禄・慶長の役。
  - 1593年-イエズス会宣教師来朝。
  - 1607年 朝鮮より回答兼刷還使が来日（→朝鮮通信使を参照のこと）。
  - 1608年 京畿道で大同法を実施。以後、約100年をかけて全国に拡大。
  - 1609年 李氏朝鮮と対馬の宗氏との間で己酉約条（慶長条約）が結ばれ、貿易が再開される。
  - 1613年 七庶の獄。
  - 1619年 サルフの戦い。
  - 1623年 仁祖反正
  - 1624年 李适の乱（ko:이괄의 난）。
  - 1627年 丁卯胡乱。オランダ水夫により紅夷砲製造伝わる。
  - 1636年 清のホンタイジが朝鮮に親征（丙子胡乱）。朝鮮国王仁祖、南漢山城に篭城。
  - 1637年 仁祖降伏（三田渡の降伏）。明に替わり、清の皇帝を認める（大清皇帝功徳碑）。
  - 1654年、1658年 羅禅征伐（ko:나선정벌）。
  - 1660年 己亥礼訟。
  - 1668年 ヘンドリック・ハメルの『朝鮮幽囚記』により西洋世界に存在が知られる。
  - 1674年 粛宗即位（在〜1720年）甲寅礼訟により、南人が政権を握る。
  - 1680年 庚申換局。
  - 1689年 己巳換局。
  - 1694年 粛宗の治世に甲戌換局起こる。
  - 1701年 辛巳獄事（朝鮮語版）（張禧嬪が賜死）。
  - 1712年 白頭山に定界碑を建立。
  - 1716年 丙申処分。
  - 1721年-1722年 景宗の治世に、壬寅の獄起こる（辛壬士禍、ko:신임옥사）。
  - 1724年 英祖即位（在〜1776）。
  - 1728年 李麟佐の乱（ko:이인좌의 난）。
  - 1750年 均役法を実施。
  - 1762年 英祖の治世に老論に対立していた荘献世子が政界の陰謀(デマ)により、王命により米櫃の中に閉じ込められ、餓死する。
  - 1776年 正祖即位(〜1800)。奎章閣設置。
  - 1784年 李承薫が天主教の書籍を持ち込む。
  - 1791年 辛亥邪獄。
  - 1796年 正祖による水原華城（世界遺産)建設。朝鮮後半の全盛期。
  - 1801年 辛酉邪獄(カトリック弾圧)。
  - 1804年 純祖の治世、安東金氏による権勢政治（ - 1863年）。士林派の終焉。
  - 1811年 洪景来の乱（地方差別に反発した一揆）。
  - 1816年 イギリス軍艦が立ち寄り、翌年から乗務員のバジル・ホールらが朝鮮航海記を相次いで出版。
  - 1862年 壬戌民乱
  - 1863年 哲宗崩御。高宗即位。大院君政権の成立（-1873年）。
  - 1866年 1月にロシア船現れ通商求める。3月にフランス人司教などキリスト教徒大量虐殺（丙寅教獄）。8月にアメリカとの間にジェネラル・シャーマン号事件。10月にフランス軍により江華島の一部占拠（丙寅洋擾）。
  - 1868年 オッペルト事件（ドイツ商人による大院君恐喝未遂事件)。
  - 1871年 辛未洋擾。G.シャーマン号事件の賠償と門戸開放を求めて来朝した軍艦5隻のアメリカ大遠征軍と交戦し、江華島が占領される。
  - 1872年 朝鮮大飢饉[33]。
  - 1873年 高宗が成人し親政を宣言、大院君を退ける。
  - 1875年 江華島事件。日本の軍艦雲陽に向けて朝鮮が突然発砲して、応酬合戦となった事件。
  - 1876年 明治新政府と日朝修好条規を結ぶ。
  - 1882年 米朝修好通商条約。大院君扇動による壬午軍乱（壬午事変）が失敗し、清政府と中朝商民水陸貿易章程を締結。
  - 1883年゜米朝の友好関係構築のためアメリカへ初の朝鮮政府訪問団を送り、朝鮮には初のアメリカ公使フットが駐在する。
  - 1884年 甲申政変（甲申事変）、開化派のクーデターは失敗に終わり、事大派の勝利となる。
  - 1885年 巨文島事件。露朝密約事件（第一次）。
  - 1886年 露朝密約事件（第二次）。
  - 1888年 露朝陸路通商条約。
  - 1894年 甲午農民戦争（東学党の乱）。大院君派と閔妃派の対立が深まる。日清戦争で陸上戦闘の主戦場となる。甲午改革（〜1896年）。
  - 1895年 下関条約成立。朝鮮が独立国であることを確認。朝鮮国から清国に対する貢・献上・典礼等は永遠に廃止される。親露反日政策をとった閔妃（明成皇后）が暗殺される（乙未事変）。
  - 1896年 露館播遷。高宗が自主的にロシア大使館に軟禁され施政を行う（〜1897年2月20日）。

## 近代

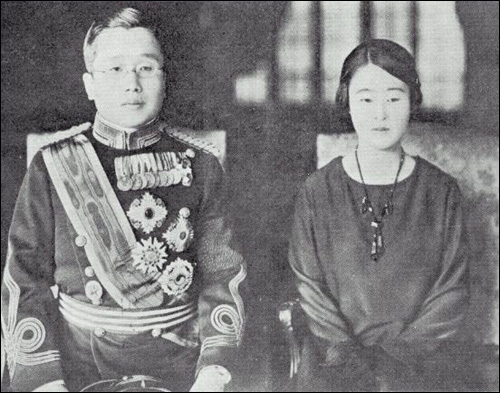
李王家に嫁いだ梨本宮方子女王

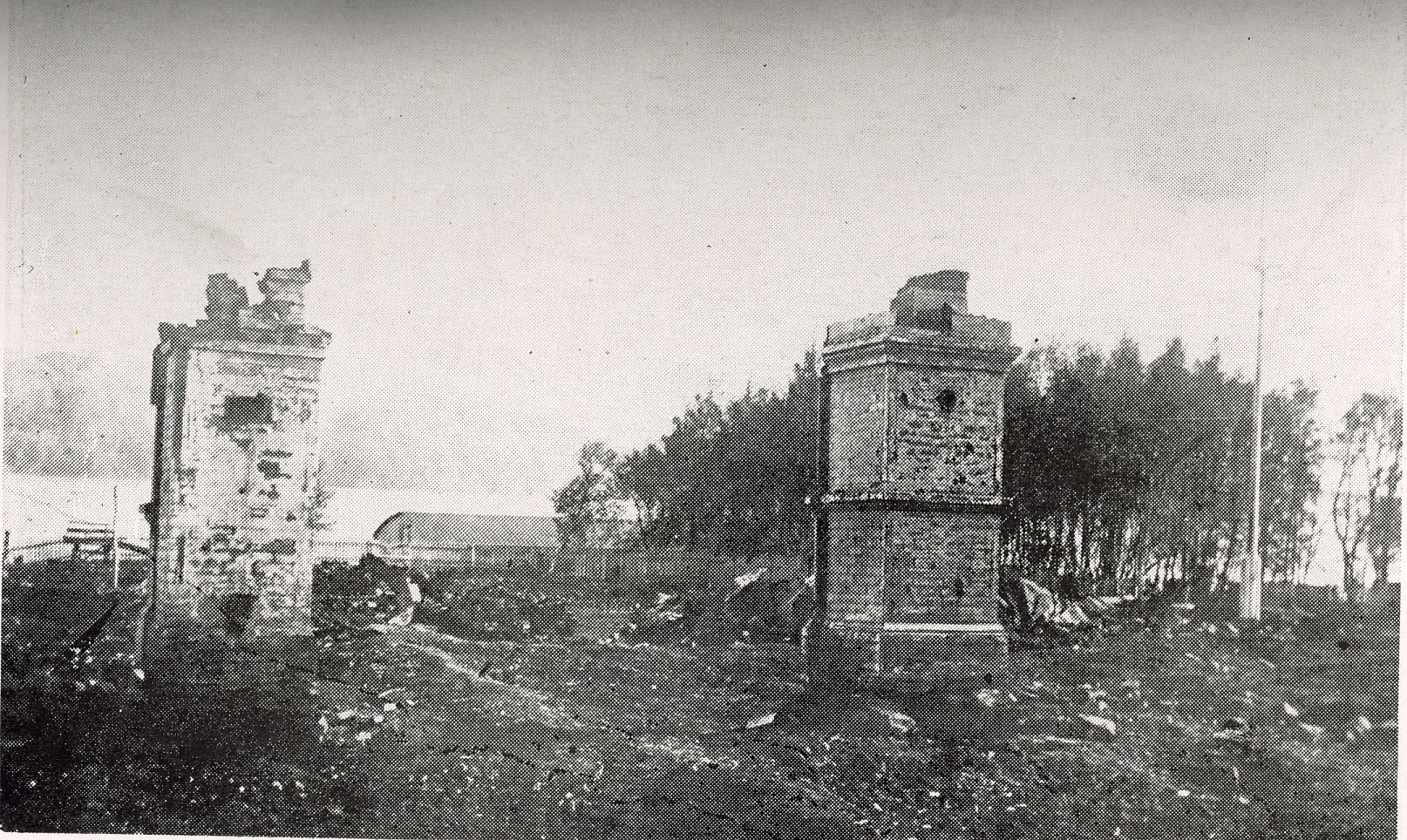
中国軍の支援を受けた抗日パルチザンと赤軍の攻撃により焼け落ちたニコラエフスク日本領事館（尼港事件。1920年）

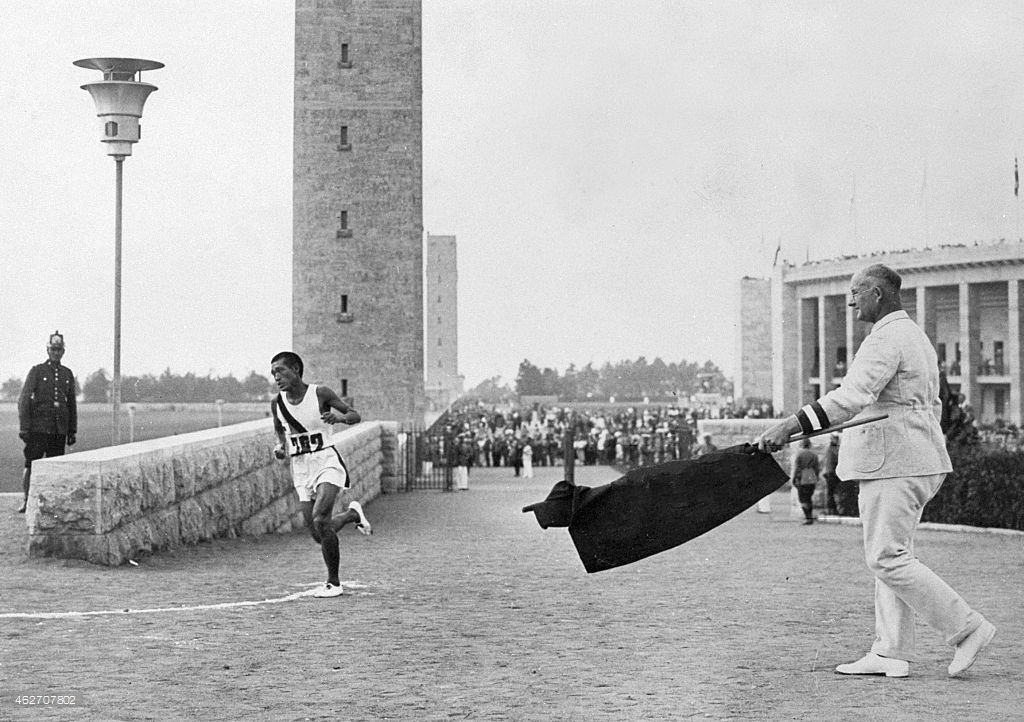
1936年ベルリン五輪に日本代表として出場した孫基禎

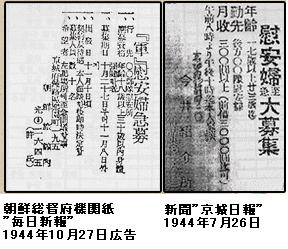
慰安婦募集の新聞広告。

### 大韓帝国
- - 1897年 日清戦争の清の敗北を受けて締結された下関条約により、朝鮮は清の冊封体制から離脱し、朝鮮国から大韓帝国と国号を改める。この時冊封国から独立国となるが、韓国は歴史上中国の冊封国であったことを認めていない。
  - 1904年8月23日 第一次日韓協約を結ぶ。
  - 1905年7月29日 桂・タフト協定。韓国には日本が、フィリピンにはアメリカ合衆国が影響力を持つと、相互に認め合う。
  - 1905年11月17日 第二次日韓協約を結ぶ。外交権を失い、日本の保護国となる。
  - 1906年 韓国統監府設置。
  - 1907年 国債報償運動。ハーグ密使事件。高宗が退位し純宗が即位。第三次日韓協約。内政権が日本の管轄下に入る。韓国軍の解散が定められる。
  - 1909年 韓国統監府初代統監伊藤博文がハルビン駅にて安重根により暗殺される。朝鮮と清の国境が定まる（間島協約）。

### 日本統治時代
- - 1910年 日韓併合条約を結び、日本に併合される（韓国併合）。韓国から朝鮮に国号を戻し、京城に朝鮮総督府が設置される[34]。
  - 1919年 三・一独立運動。李承晩・呂運亨・金九らが中華民国の上海市で大韓民国臨時政府を設立。
  - 1920年 朝鮮を日本の食料供給地とする産米増殖計画が始まる。
  - 1920年 シベリア東部のニコラエフスクで共産革命が激化し、赤軍パルチザンが日露住民を虐殺する尼港事件に朝鮮パルチザンが協力する。
  - 1920年 梨本宮方子女王が李王家に嫁ぐ。
  - 1920年 満洲東部の間島に朝鮮人亡命者が集まり、中国人の馬賊と結んで間島事件、青山里戦闘が起こすが、翌年自由市惨変で壊滅。
  - 1929年 光州学生事件。朝鮮博覧会。
  - 1931年 万宝山事件で朝鮮人の反中感情が高まり、朝鮮華僑の虐殺事件（朝鮮排華事件）が勃発する。
  - 1933年 朝鮮語学会がハングル綴字法統一案を発表する。
  - 1934年 朝鮮農地令施行。
  - 1936年 日章旗抹消事件。
  - 1937年 白白教事件。
  - 1937年10月2日 皇国臣民ノ誓詞が発布される。
  - 1938年 国家総動員法施行。
  - 1940年 2月から8月にかけて創氏改名が行われる。
  - 1941年12月8日 日本がイギリスやアメリカ合衆国に宣戦布告。（太平洋戦争（大東亜戦争）勃発）
  - 1942年 朝鮮語学会事件。
  - 1944年 朝鮮徴兵令施行。
  - 1945年8月8日 ソ連対日宣戦布告にともない、ソビエト連邦軍が朝鮮半島東北部に侵攻。
  - 1945年8月14日 北緯38度線で朝鮮を分割し、日本軍を分割武装解除することを内容とする「一般命令第一号」を、トルーマン米大統領がソビエト連邦に通告。ソビエト連邦も命令内容に同意した。
- 大韓民国臨時政府
  - 1919年 三・一独立運動後に上海で設立される。
  - 1940年 重慶に移転し、韓国光復軍を創設。

## 現代

### 連合軍軍政期
連合軍軍政期には「北朝鮮」およびに「南朝鮮」との表記が出現するが、この時代における「北朝鮮」はソビエト連邦軍政下の朝鮮地域を、「南朝鮮」はアメリカ軍政下の朝鮮地域を意味する言葉として用いられている。
- 連合軍軍政期
  - 1945年8月15日 大日本帝国がポツダム宣言の受諾（第二次世界大戦の日本敗北）を表明（玉音放送）し、朝鮮半島での日本の統治終了が決定。
  - 1945年9月2日 大日本帝国が降伏文書に調印し、第二次世界大戦が終結。朝鮮が正式に連合国軍の管轄下に入る（北緯38度線以北をソビエト連邦軍が、同以南をアメリカ軍が管轄）。
  - 1945年9月6日 京城府で呂運亨らによって結成された「朝鮮建国準備委員会」、「朝鮮人民共和国」樹立を宣言。
  - 1945年9月8日 ホッジ米陸軍中将の米第24軍団第一陣、仁川に上陸。9日、朝鮮総督府が降伏文書に調印。
  - 1945年9月11日 アメリカ合衆国が南朝鮮で在朝鮮アメリカ陸軍司令部軍政庁を宣布。
  - 1945年10月 アメリカ合衆国が「朝鮮人民共和国」および「朝鮮建国準備委員会」の承認を拒否する。
  - 1945年10月 北朝鮮で北朝鮮共産党臨時人民委員会樹立。
  - 1945年12月 モスクワ三国外相会議。朝鮮半島の英米ソ中の4か国による最長5年間の信託統治の必要性決定。30日、韓国民主党党首の宋鎮禹が金九系の民族主義者により暗殺される。
  - 1946年2月3日 満洲で朝鮮義勇軍も加わった通化事件が発生。
  - 1946年2月3日 北朝鮮で北朝鮮臨時人民委員会樹立。
  - 1946年10月1日 南朝鮮で大邱10月事件勃発。
  - 1947年2月20日 北朝鮮で北朝鮮人民委員会樹立。
  - 1948年4月3日 南朝鮮で済州島四・三事件勃発。
  - 1948年10月19日 南朝鮮で麗水・順天事件勃発。
  - 1948年 米ソ両国が、南北にそれぞれ自国の傀儡政権を樹立する（8月15日に南側で李承晩初代大統領率いる「大韓民国」（以下、韓国）、9月9日に北側で金日成首相率いる「朝鮮民主主義人民共和国」（以下、北朝鮮）が樹立宣言。）

### 朝鮮戦争
- 朝鮮戦争（韓国では「韓国戦争」「韓国動乱」「六二五事変」、北朝鮮では「祖国解放戦争」と呼ばれる。）
  - 1950年6月25日 北朝鮮の朝鮮人民軍が北緯38度線を南侵することで勃発。
  - 1950年6月〜 保導連盟事件。米軍を中心に結成された国連軍が参戦。
  - 1950年7月 老斤里事件。
  - 1950年9月15日 仁川上陸作戦
  - 1950年10月 中国共産党の義勇軍が戦闘に参加。
  - 1951年 国民防衛軍事件。
  - 1951年2月 居昌良民虐殺事件。
  - 1951年7月〜 停戦会談を実施。
  - 1953年7月27日 板門店で休戦協定が調印、軍事境界線（DMZ）確定。

### 大韓民国（韓国）
- 第一共和国
  - 李承晩政権…初代 - 第三代韓国大統領（1948年 - 1960年）
    - 1948年4月3日から済州島四・三事件。
    - 1948年8月15日 大韓民国政府樹立を宣言[35]。李承晩、初代大統領就任。
    - 1948年10月19日 麗水・順天事件。
    - 1949年1月7日 対馬領有宣言。日本に返還を要求[36]。
    - 1949年12月24日 聞慶虐殺事件。
    - 1950年6月25日 北朝鮮の朝鮮人民軍が北緯38度線を南侵、韓国への先制攻撃を発端に朝鮮戦争勃発。
    - 1950年 夏から保導連盟事件。
    - 1952年 李承晩ラインの宣言（参考：対馬、竹島問題）。
    - 1952年2月4日 第一大邦丸事件。
    - 1953年7月27日 板門店で朝鮮戦争休戦協定が調印、北朝鮮との軍事境界線（DMZ）確定。
    - 1953年 竹島占拠。
    - 1959年 新潟日赤センター爆破未遂事件。
    - 1960年 四月革命で政権崩壊。
- 第二共和国
  - 尹潽善政権…第四代大統領（1960年 - 1963年）
    - この時期は議院内閣制のため、実質的な権力は首相の張勉にあった。
- 国家再建最高会議（軍政）、第三共和国、第四共和国
  - 朴正煕政権…第五代 - 九代大統領（1963年 - 1979年）
    - 1961年 クーデターにより政権を奪取。
    - 1963年 大統領の座に就く（第三共和国）。
    - 1965年 日韓基本条約を締結する。
    - 1965年 ベトナム戦争に参戦。
    - 1965年 人民革命党事件（第一次）が発生。
    - 1968年1月21日 青瓦台襲撃未遂事件。
    - 1968年2月12日 フォンニィ・フォンニャットの虐殺。
    - 1971年8月23日 実尾島事件。
    - 1971年12月6日 国家非常事態を宣布[37]。
    - 1972年7月4日 北朝鮮と同時に南北共同声明（七・四共同声明）を発表。
    - 1972年10月17日 維新体制を構築（第四共和国）。
    - 1974年8月15日 文世光事件。
    - 1974年 民青学連事件が発生。
    - 1979年 朴正煕大統領が側近に暗殺される（朴正煕暗殺事件）。

  - 崔圭夏政権…第十代大統領（1979年 - 1980年）
    - 1979年12月12日 粛軍クーデター。
- 第五共和国
  - 全斗煥政権…第十一代・十二代大統領（1980年 - 1988年）
    - 1980年5月18日 光州事件。
    - 1987年 六月抗争。
    - 1987年6月29日 六・二九民主化宣言。
- 第六共和国
  - 盧泰愚政権…第十三代大統領（1988年 - 1993年）
    - 1988年9月‐10月 ソウル五輪開催。
    - 1991年9月17日 国際連合加盟。北朝鮮と同時加盟。

  - 金泳三政権（文民政府）…第十四代大統領（1993年 - 1998年）
    - 1994年 核危機が発生。米国の対北戦争を水際で回避。
    - 1995年 全斗煥、盧泰愚を光州事件などに関して訴追。
    - 1997年 アジア通貨危機。

  - 金大中政権（国民の政府）…第十五代大統領（1998年 - 2003年）
    - 太陽政策（北朝鮮宥和政策）を開始。金正日との初の南北首脳会談を実施（2000年6月）。
    - 日本大衆文化開放を開始。
    - 2002年 日韓共催サッカーワールドカップ。

  - 盧武鉉政権（参与政府）…第十六代大統領（2003年 - 2008年）
    - 2004年3月12日 国会が盧武鉉大統領に対する弾劾訴追を可決。高建が大統領職務を代行。
    - 2004年4月15日 第17代国会議員総選挙でウリ党圧勝。国民、弾劾拒否の意思を示す。
    - 2004年5月14日 憲法裁判所、弾劾訴追を棄却。盧武鉉が大統領職に復帰。
    - 2007年10月2日‐10月4日 第二次南北首脳会談

  - 李明博政権…第十七代大統領（2008年 - 2013年）
    - 2009年11月22日 四江（漢江、洛東江、錦江、栄山江）整備事業を始めた。
    - 2010年11月11日 首都・ソウルでG20首脳会議が開催された。

  - 朴槿恵政権…第十八代大統領（2013年 - 2017年）
    - 2013年 MIKTA加盟。
    - 2016年12月9日 国会で朴槿恵大統領に対する弾劾訴追議案が可決、黄教安が大統領職務を代行。

  - 文在寅政権…第十九代大統領（2017年 - 2022年）
    - 2018年2月 平昌五輪開催。
    - 2018年4月27日 北朝鮮の金正恩国務委員会委員長と第三次南北首脳会談を実施[38]。

  - 尹錫悦政権…第二十代大統領（2022年 - 2025年）
    - 2023年8月19日 日米韓首脳会談を実施。[39]
    - 2024年12月3日 非常戒厳令を発令し、6時間後に解除される。[40]
    - 2025年4月4日 尹錫悦が罷免され、失職した。[

  - 李在明政権（2025年 - 現在）
    - 2025年6月4日 李在明が大統領に就任。

### 朝鮮民主主義人民共和国（北朝鮮）
- 金日成体制（1945年 - 1994年）

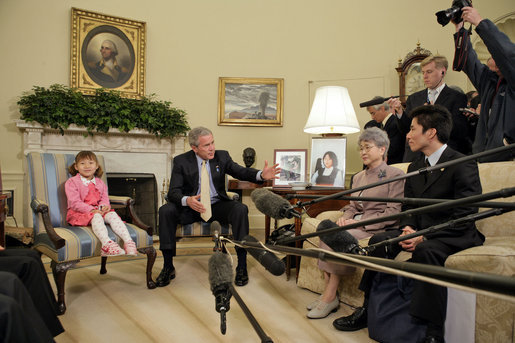
日本総領事館脱北者駆け込み事件で日本総領事館に駆け込んだ少女と日本人拉致事件で拉致された横田めぐみさんの家族と会見する当時のジョージ・W・ブッシュアメリカ合衆国大統領（2006年4月28日、ホワイトハウス）

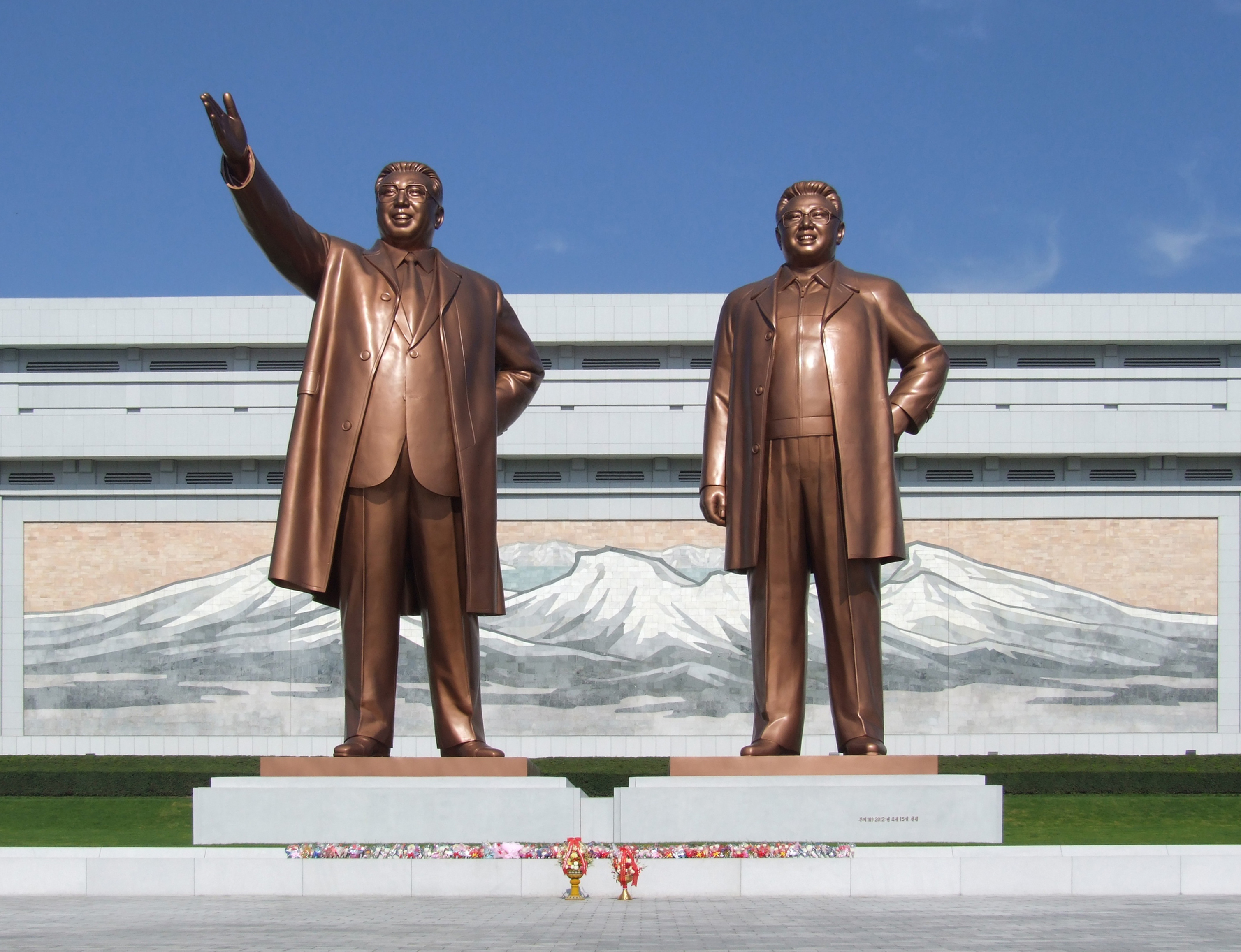
平壌で万寿台創作社が制作した金日成と金正日の父子の立像

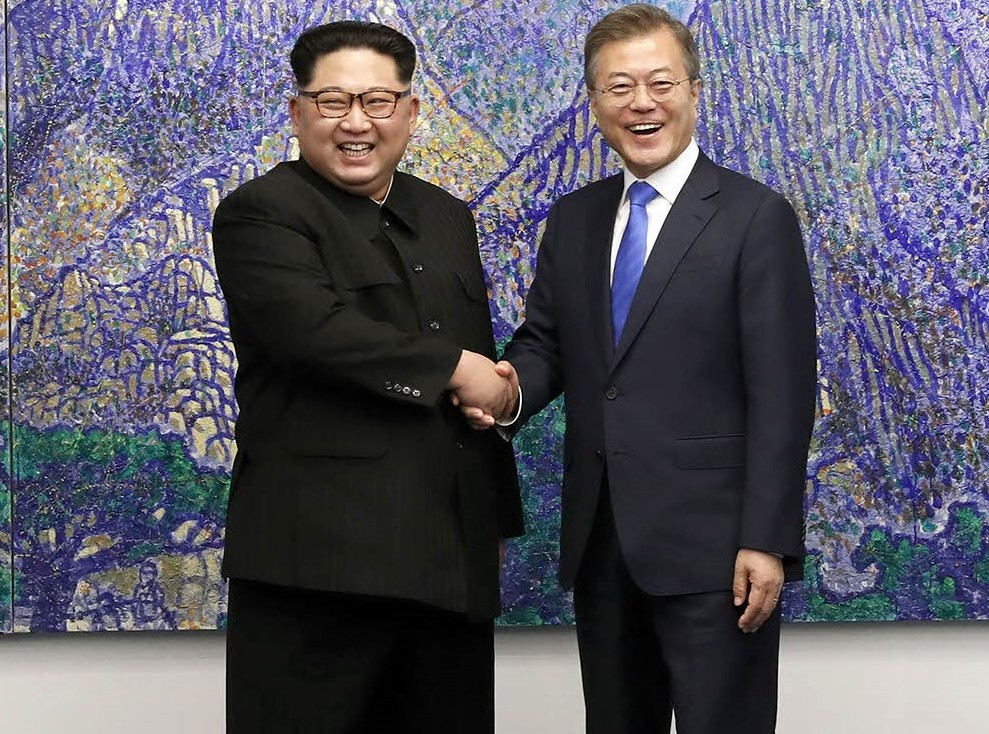
第3回南北首脳会談に臨む韓国の文在寅大統領と北朝鮮の金正恩朝鮮労働党委員長（2018年4月27日）

  - 1948年9月9日 金日成首相率いる朝鮮民主主義人民共和国建国宣言。
  - 1949年 南北朝鮮の主要政党団体の集結により、「祖国統一民主主義戦線」が結成される。
  - 1949年6月 朝鮮労働党成立。金日成が中央委員長に就任。
  - 1950年6月25日 朝鮮人民軍（北朝鮮軍）が北緯38度線を南侵、韓国への先制攻撃を発端に朝鮮戦争勃発。
  - 1953年7月27日 板門店で朝鮮戦争休戦協定が調印、韓国との軍事境界線（DMZ）確定。
  - 朝鮮戦争休戦後、金日成が朴憲永などを粛清。
  - 1956年4月 朝鮮労働党第3回大会開催。
  - 1956年8月29日 8月宗派事件、ソ連派の朴昌玉、延安派の崔昌益などが金日成に粛清される。
  - 1958年8月 社会主義制度が確立される。
  - 1961年9月 朝鮮労働党第4回大会開催。
  - 1965年 CONEFO加盟。
  - 1968年1月23日 プエブロ号事件。
  - 1970年11月 朝鮮労働党第5回大会開催。
  - 1972年7月4日 大韓民国と同時に南北共同声明（七・四共同声明）を発表。
  - 1972年 金日成の反対勢力への粛清が完了。朝鮮民主主義人民共和国社会主義憲法が制定され、新設ポストの国家主席に金日成が就任。
  - 1973年 金日成の後継者問題が浮上。
  - 1977年 「朝鮮民主主義人民共和国社会主義憲法」における国家の公式理念が、「マルクス・レーニン主義」から「主体思想」に変更される。
  - 1980年10月 朝鮮労働党第6回大会開催。
  - 1987年1月 第3次7ヵ年計画（事実上最後の経済開発計画）の遂行に着手。（1993年に未完遂で終わる。）
  - 1989年7月 首都・平壌で第13回世界青年学生祭典が開催される。
  - 1991年9月17日 国際連合加盟（大韓民国と同時加盟）
  - 1994年7月8日 金日成死去、実子・長男の金正日への世襲による権力継承。
- 金正日体制（1994年 - 2011年）
  - 2000年 韓国の金大中大統領との初めての南北首脳会談を実施。「6.15南北共同宣言」を発表。
  - 2002年 日朝首脳会談、日朝平壌宣言
  - 2004年12月9日 日本からの人道支援の残りの15万5,000トンが停止される。
  - 2005年2月11日 核兵器製造・保有を公式に認める。
  - 2006年7月15日 国際連合安全保障理事会が決議第1695号を採択。
  - 2006年10月9日 核実験実施を発表。
  - 2006年10月15日 国際連合安全保障理事会が決議第1718号を採択。
  - 2007年10月2日‐10月4日 韓国の盧武鉉大統領と第二次南北首脳会談を実施。
  - 2011年12月17日 金正日死去、実子・三男の金正恩への世襲による権力継承。
- 金正恩体制（2011年 - 現在）
  - 2016年5月 祖父で初代最高指導者金日成体制下の1980年以来、36年ぶりの朝鮮労働党大会（第7回）を開催。
  - 2018年4月27日 金正恩が北朝鮮の最高指導者として史上初めて板門店の軍事境界線を超えて韓国を訪問し[41]、文在寅大統領と第三次南北首脳会談を実施し、「板門店宣言」を発表[42][43][44]。
  - 2018年6月12日 金正恩がドナルド・トランプアメリカ合衆国大統領と、シンガポールにて米朝首脳会談を実施し、共同声明を発表する。アメリカの現職大統領と北朝鮮の最高指導者が直接対面し会談を行うのは史上初。
  - 2023年9月 ロシアとの首脳会談を実施[45]